# 이탈리아 횡단밴드
이탈리아 횡단밴드(Basilicata coast to coast)는 2010년 개봉한 이탈리아의 영화이다.
대한민국의 리메이크 작품인 마차 타고 고래고래가 2017년에 개봉되었다.

## 줄거리
니콜라 팔미에리는 음악에 대한 열정을 가진 고등학교 수학교사다. 그는 마라테아 출신의 친구들과 함께 지역 밴드를 결성했는데, 그 밴드에는 졸업을 잊고 사랑에 빠진 의대생 기타리스트 살바토레 키아렐리, 말과 삶의 목적을 잃어버린 어부 더블베이스 연주자 프랑코 카르딜로, 그리고 인기가 시들해져 2년 동안 방송 일자리를 찾지 못한 살바토레의 사촌 드럼 연주자 로코 산타마리아가 있다.
어느 여름, 이 4인조 밴드는 스칸차노 조니코에서 열리는 전국 극장 노래 축제에 참가하기로 하고, 팀 이름을 '레 팔레 에올리케'(풍력 발전기 날개)로 바꾼다. 마라테아에서 스칸차노 조니코까지 가려면 티레니아 해안에서 이오니아 해안까지 바실리카타를 횡단해야 하는데, 차로 한 시간 정도면 되는 거리다. 하지만 니콜라는 삶의 목적을 잃어버린 그들이 10일 먼저 출발해 도보 여행을 하면서 그 목적을 찾자고 제안한다.
그들은 지역 교회 TV팀과 지루해하던 지역 정치인의 딸이자 저널리스트인 트로페아 리몽기의 추적을 받으며 모험적인 여행을 시작한다. 하얀 말이 끄는 작은 마차에 물품, 악기, 텐트를 싣고 외진 길을 걸으며, 작은 마을에서 즉흥 콘서트를 열고 축제에서 연주할 곡들을 연습한다.
이 여정은 모두에게 치유의 시간이 된다. 살바토레는 의대를 졸업할 의지를 되찾고, 로코는 평범한 일자리를 찾는다. 프랑코는 다시 말을 시작하고 트로페아에 대한 깊은 감정을 드러내고, 니콜라는 아내에게 자신감 있는 남편이 될 수 있다는 것을 보여주며 마침내 자신의 프로젝트 중 하나를 완성한다.

## 캐스팅
- 로코 파팔레오
- 파올로 브리구그리아
- 조반나 메초조르노
- 안토니오 게라르디
- 클로디아 포텐자
- 알레산드로 가스만
- 가에타노 아마토
- 막스 가제